# Parodon caliensis
Parodon caliensis är en fiskart som beskrevs av Boulenger, 1895. Parodon caliensis ingår i släktet Parodon och familjen Parodontidae. IUCN kategoriserar arten globalt som livskraftig. Inga underarter finns listade i Catalogue of Life.